# Цуруґа
36°3′51″ пн. ш. 136°13′11″ сх. д. / 36.06417° пн. ш. 136.21972° сх. д.
Цу́руґа (яп. 敦賀市, つるがし, МФА: [t͡suɾuga ɕi̥]) — місто в Японії, в префектурі Фукуй.

## Короткі відомості
Розташоване в центральні частині префектури, на березі Японського моря. Виникло на основі середньовічного портового містечка, що спеціалізувалося на міжнародній торгівлі. В ранньому новому часі стало призамковим містечком самурайського роду Сакай. Основою економіки є рибальство, вирощування ламінарій, харчова промисловість, текстильна промисловість, виробництво електротоварів. В місті розташовані стародавнє синтоїстське святилище Кехі та Цурузька АЕС. Станом на 1 червня 2009 площа міста становила 250,98 км². Станом на 1 липня 2011 населення міста становило 67 876 осіб.

## Клімат
Місто знаходиться у зоні, котра характеризується вологим субтропічним кліматом. Найтепліший місяць — серпень із середньою температурою 26.7 °C (80 °F). Найхолодніший місяць — січень, із середньою температурою 2.8 °С (37 °F).
| Клімат Цуруґи           | Клімат Цуруґи | Клімат Цуруґи | Клімат Цуруґи | Клімат Цуруґи | Клімат Цуруґи | Клімат Цуруґи | Клімат Цуруґи | Клімат Цуруґи | Клімат Цуруґи | Клімат Цуруґи | Клімат Цуруґи | Клімат Цуруґи | Клімат Цуруґи |
| Показник                | Січ.          | Лют.          | Бер.          | Квіт.         | Трав.         | Черв.         | Лип.          | Серп.         | Вер.          | Жовт.         | Лист.         | Груд.         | Рік           |
| Середній максимум, °C   | 7             | 7             | 10            | 16            | 21            | 25            | 29            | 31            | 27            | 21            | 15            | 10            | 18            |
| Середня температура, °C | 3             | 4             | 6             | 12            | 17            | 21            | 25            | 27            | 22            | 16            | 11            | 6             | 14            |
| Середній мінімум, °C    | 0             | 0             | 2             | 7             | 12            | 17            | 21            | 22            | 18            | 12            | 7             | 3             | 10            |
| Норма опадів, мм        | 71            | 73            | 133           | 188           | 193           | 262           | 252           | 178           | 257           | 161           | 97            | 76            | 1938          |
| ----------------------- | ------------- | ------------- | ------------- | ------------- | ------------- | ------------- | ------------- | ------------- | ------------- | ------------- | ------------- | ------------- | ------------- |
| Джерело: Weatherbase    |               |               |               |               |               |               |               |               |               |               |               |               |               |

## Міста-побратими
- Міто, Японія (1965)
- Донхе, Південна Корея (1981)
- Находка, Росія (1982)
- Какаміґахара, Японія (1989)
- Тайчжоу, КНР (2001)